# 一宮長常
一宮 長常（いちのみや ながつね、享保6年4月5日（1721年4月30日） - 天明6年12月18日（1787年2月5日））は、江戸時代中期の装剣金工家である。名は忠八。屋号は柏屋。雪山、蟻行子等を号した。生年は享保5年（1720年）、7年（1722年）説がある。

## 経歴・人物
越前の敦賀に生まれる。その後上京し後藤隆乗の弟子である保井高長に従事し彫金を学んだ。また同時期に絵画を石田幽汀に学んだ。
写生彫刻を主に制作し、明和7年（1770年）に越前大掾を受領、江戸の横谷宗珉と比された。作品は宗珉と同じく小柄、笄、目貫、縁頭等が多い。
実子に一宮長義がいた。